# Canaranges (conspirador)

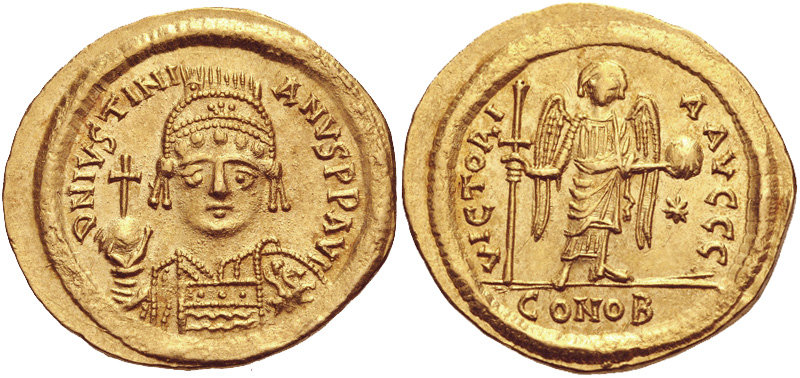
Soldo de Justiniano r.

Canaranges (em grego: Χαναράγγης; romaniz.: Chanaránges) foi um oficial bizantino do século VI de origem persarmênia, que esteve ativo em Constantinopla durante o reinado do imperador Justiniano (r. 527–565). Como sugerido pela historiografia, seu nome provavelmente deriva de kanarang (canaranges em grego), um título militar do Império Sassânida. Foi mencionado pela primeira vez em 548, quando Procópio de Cesareia afirma que é um jovem belo, mas frívolo. No final de 548 ou começo de 549, envolveu-se na conspiração de Ársaces e Artabanes para matar o general Belisário e Justiniano e substituir o último por seu primo Germano.
Canaranges, contudo, desistiu da conspiração e resolveu revelar os planos para Justino, filho de Germano, que repassou a informação para seu pai e então para o conde dos excubitores Marcelo. Como meio de obter mais informações dos conspiradores, Germano organizou um encontro com eles em sua residência. Nessa ocasião, segundo Procópio, Canaranges foi vigiado por Leôncio, um amigo de Marcelo. Subsequentemente, os acusados foram julgados e condenados a prisão domiciliar no palácio imperial.